# 龍尾神社
龍尾神社（たつおじんじゃ）は、掛川市中心部の下西郷にある神社。

## 概要
素盞嗚尊（スサノオ）を祭神としており、櫛稲田姫尊（クシナダヒメ）とその御子神をともに祀っている。掛川城の北東（鬼門）に位置するため、その守護神として、山内一豊を初めとする歴代城主から崇敬を受けた。
境内には花庭園という庭園があり、2月末には枝垂れ梅の、6月には紫陽花の花が咲く。
また、一豊が高知城に移転すると、現在の高知市の薊野駅の近く（高知城から見て北東の郊外）にも龍尾神社が勧請され、前任地・掛川に因んで掛川神社と命名された。

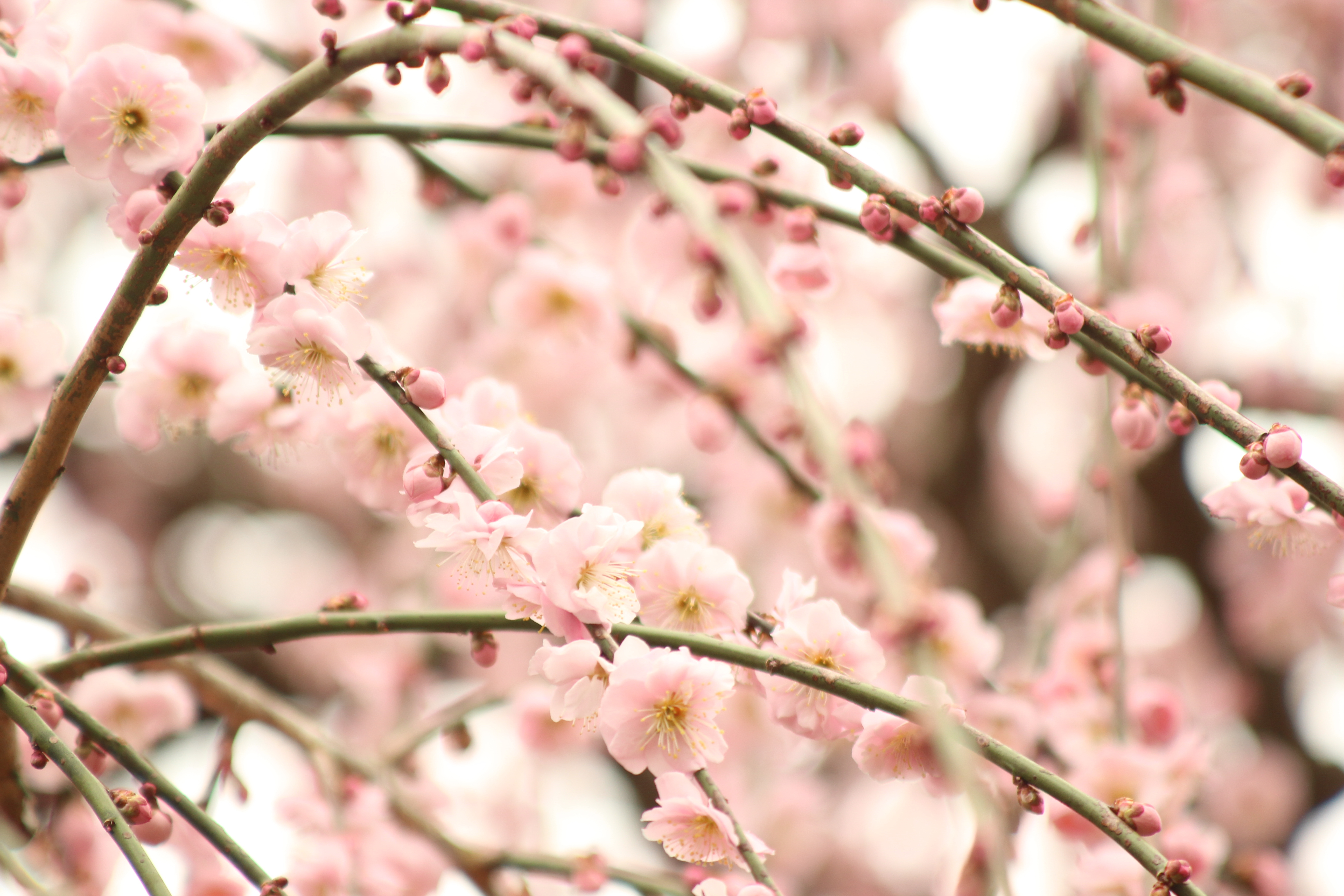
花庭園の梅（2018年2月下旬）
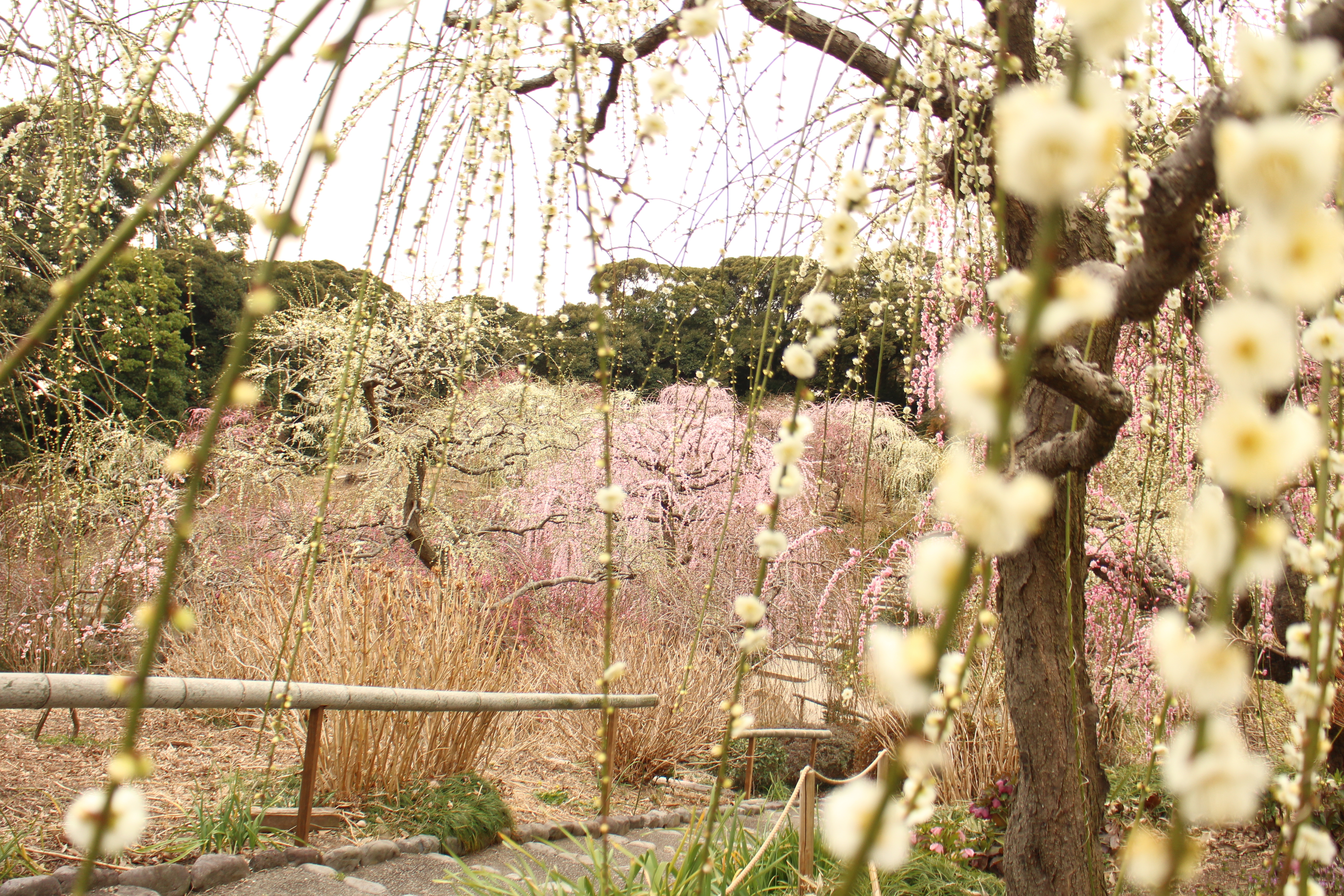
花庭園の梅（2018年2月下旬）
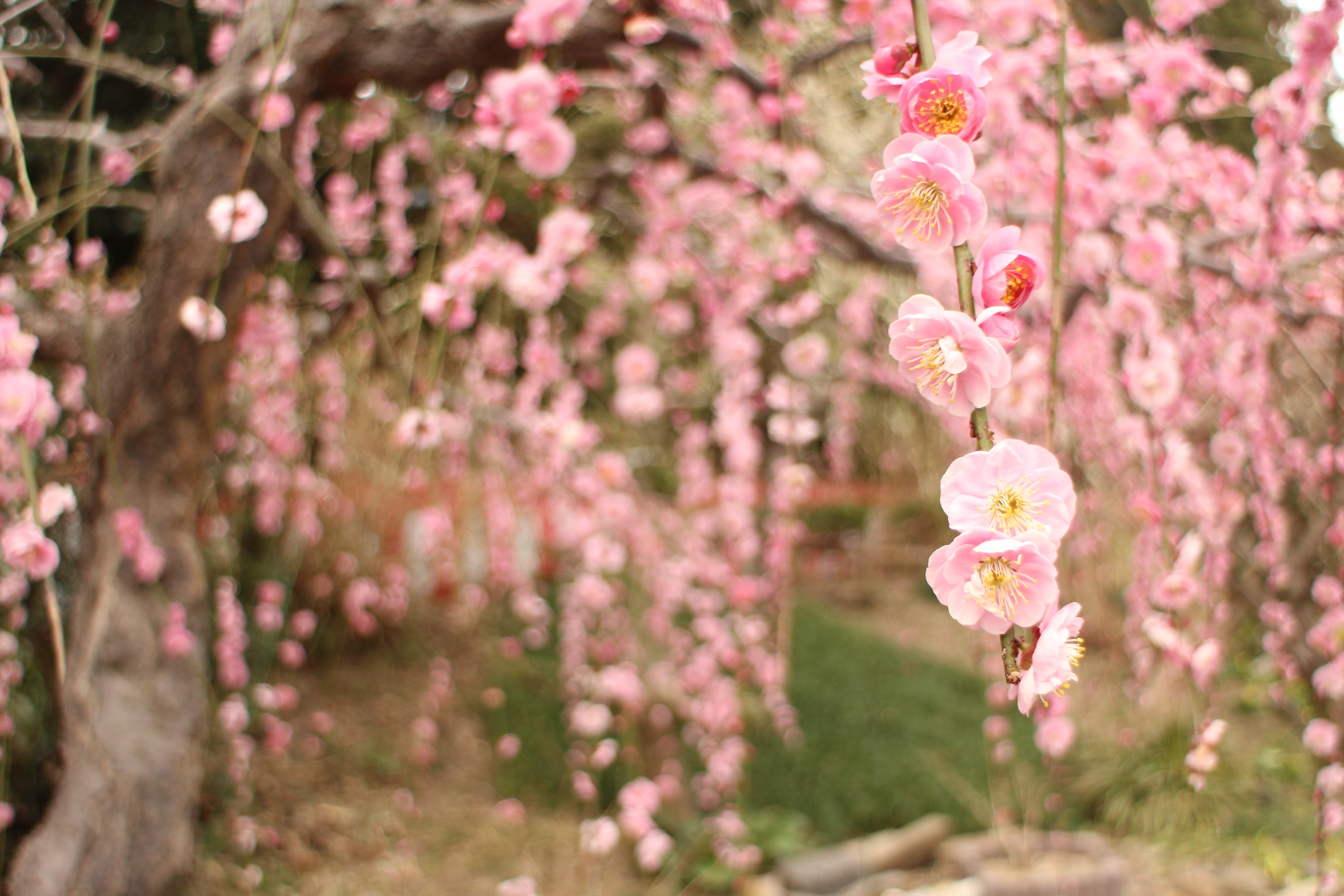
花庭園の梅（2018年2月下旬）